# Nomenclatura binominal

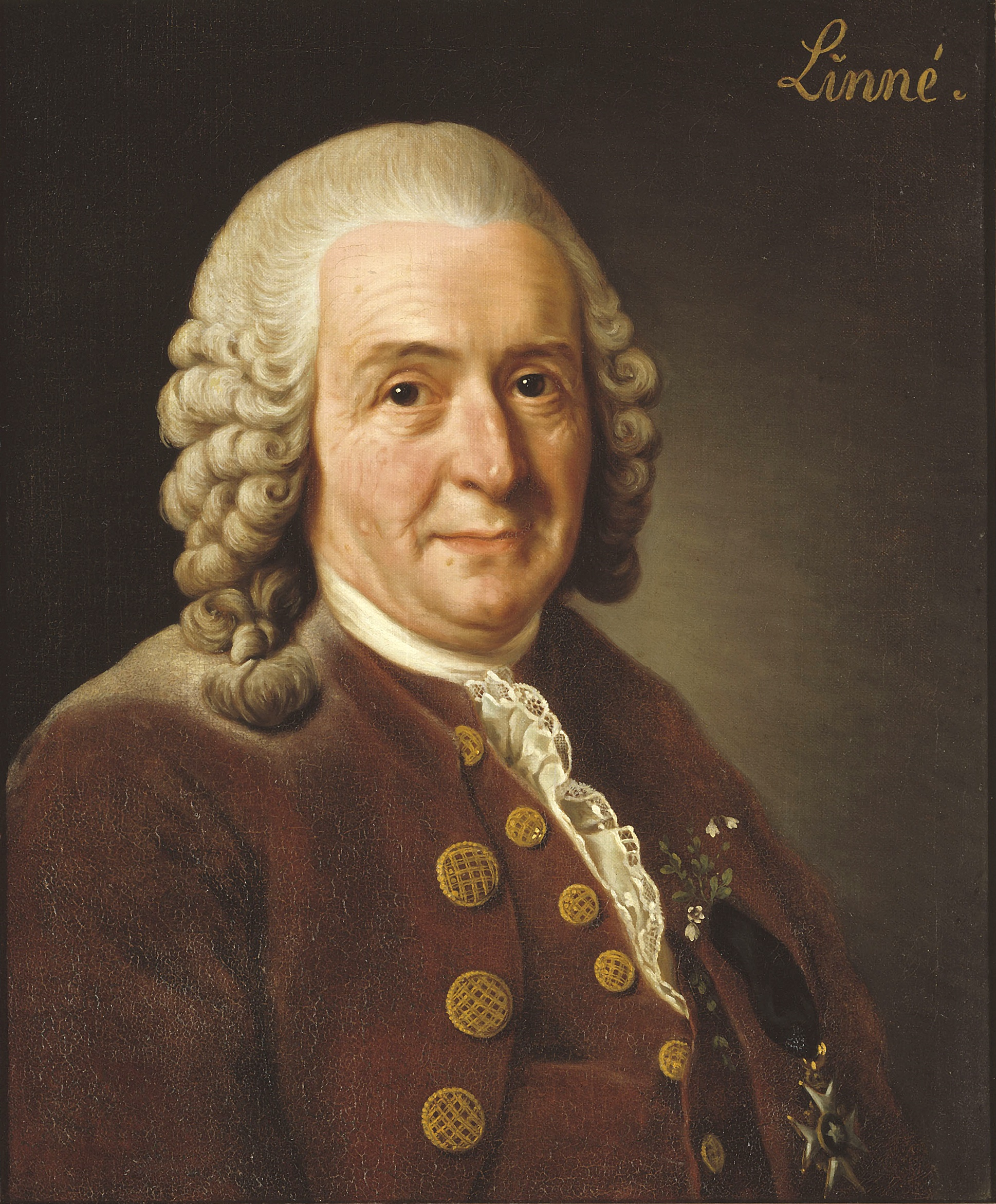
Carlos Linneo, creador del sistema de nomenclatura binomial

En biología, la nomenclatura binominal (también llamada nomenclatura binomial,  nomenclatura binaria o nombre binario) es un convenio estándar utilizado para denominar las diferentes especies de organismos (vivos o extintos). A veces se hace referencia a la nomenclatura binominal como sistema de clasificación binominal.
Como sugiere la palabra «binominal», el nombre científico otorgado a una especie está formado por la combinación de dos palabras («nombres» en latín, de raíz grecolatina o latinizados): el nombre del género y el epíteto o nombre específico. El conjunto de ambos es el nombre científico que permite identificar a cada especie como si tuviera «nombre y apellido».
La nomenclatura binominal es la norma puntual que se aplica a la denominación de los taxones específicos, pero representa solo uno de los estándares de la nomenclatura biológica, que se ocupa también de la denominación formal (científica) de taxones de otras categorías. La formación de estos nombres y su uso están regulados por los distintos códigos de nomenclatura: zoológico, botánico, de bacterias y de virus.

## Concepto
El nombre de género (siempre que no se refiera a un taxón monoespecífico) es compartido con otras especies próximas, como ejemplo: Panthera leo (el león) y Panthera tigris (el tigre) son especies del mismo género.
El descriptor específico (epíteto específico para la botánica, y nombre específico para la zoología) que funciona como un "adjetivo calificativo" puede ser un término común para especies de diferentes géneros, Por ejemplo: Verbena officinalis y Lavandula officinalis son los nombres científicos para dos plantas diferentes, la verbena y la lavanda respectivamente; aquí, officinalis es un calificativo que significa "de la farmacia o botica", "de uso medicinal".
Así, lo que designa inequívocamente a la especie es la combinación de las dos palabras; de esta forma, el nombre de nuestra especie es Homo sapiens y no solamente sapiens. Esto es porque el descriptor específico pierde su significado nominal inequívoco si se lo escribe solo.
A veces, la nomenclatura binaria puede generar nombres con cierto carácter descriptivo. Como ejemplo: Staphylococcus aureus, tendría el significado de "granos en racimos" (Staphylococcus) y "dorado" (aureus) haciendo referencia a que es una bacteria que microscópicamente se ve la distribución de los cocos en grupos de racimos y que macroscópicamente forma colonias amarillentas. Otras veces, el nombre científico tiene una correspondencia casi idéntica al nombre vulgar, por ejemplo: Rosa canina para el rosal perruno o rosa canina.

## Valor y uso de la nomenclatura
En el contexto científico, la utilidad de la fórmula binaria consiste no solo para eliminar la ambigüedad que se puede presentar ante los diferentes nombres vulgares para un organismo, sino también para dar nombre a aquellos especímenes que ni siquiera tienen un nombre común. También permite superar las dificultades comunicacionales en diferentes lenguas a partir del reconocimiento universal y convenido de un sistema de nomenclatura estándar.
El valor del sistema de nomenclatura binominal deriva primariamente:
1. De su economía: pues bastan solo dos palabras para identificar inequívocamente a una especie;
2. Su difundido y generalizado uso: fomentado y regulado por la comunidad científica para uso universal;
3. La estabilidad relativa de los nombres usados, pues se intentan conservar a pesar de modificaciones taxonómicas y sistemáticas.

Sin embargo, a pesar de las reglas que dictan el carácter único del nombre binario para una especie, en la práctica, es común que existan sinónimos, es decir, que haya varios nombres científicos en circulación para una misma especie (en general dependientes del punto de vista del sistema taxonómico particular en uso, y en última instancia, del autor).
La estabilidad de los nombres peligra a veces por la resurrección de algunos nombres olvidados en el tiempo, los cuales podrían reclamar su prioridad por ser los primeros publicados. En estos casos, sin embargo, es posible conservar estos nombres (nomina conservanda o nom. cons.) de acuerdo a los códigos de nomenclatura en uso. Para la nomenclatura botánica, se aceptan como válidos solo aquellos nombres que a partir de 1753 aparezcan en una publicación oficial; tomándose 1753 como fecha de partida por la primera publicación linneana (Species Plantarum). Para la zoología, la fecha de partida es 1758.

## Historia
La adopción de un sistema de nomenclatura basado en dos nombres se debe al naturalista y médico sueco Carlos Linneo (en latín, Carolus Linnaeus, 1707-1778) quien intentó describir la totalidad del mundo natural conocido, dándole a "cada especie" un nombre compuesto de dos partes. Sin embargo, la nomenclatura binominal existió antes de Linnaeus en formas variadas. Pero es a partir de las publicaciones linneanas que se comienza a generalizar el uso binominal para la nomenclatura específica.

## Códigos de nomenclatura
Desde mediados del siglo XIX, se hizo cada vez más notoria la necesidad de un cuerpo de normas que reglaran la conformación de los nombres científicos. Con el correr del tiempo, estos cánones conocidos como Códigos de Nomenclatura, dictaron la denominación de:
- animales (Código Internacional de Nomenclatura Zoológica), que incluye a los protozoos.
- plantas (Código Internacional de Nomenclatura Botánica), que incluye a las algas y hongos.
- procariotas (Código Internacional de Nomenclatura de Procariotas)
- virus (Código Internacional de Nomenclatura de Virus) que incluye a los agentes subvirales.

Las normas de los Códigos de Nomenclatura varían de uno a otro.

## Convenciones sobre la nomenclatura
Existen algunos aspectos universalmente adoptados para la formulación de la nomenclatura binaria.
La persona que describe por primera vez una especie (su "autor") es la que tiene el privilegio de darle nombre. Cuando el autor elige asignar un nombre o epíteto específico derivado de un nombre propio, es a título de homenaje o reconocimiento, dedicándosela a un colega, amigo o familiar, en forma latinizada; se considera de mal gusto y signo de egocentrismo que el autor se dedique la especie a sí mismo.[cita requerida] Por ejemplo, Escherichia coli es por Theodor Escherich, y coli significa "intestinal", "del colon"; también Rhea darwinii por Charles Darwin. En otros casos, los nombres se eligen en referencia a caracteres o propiedades del ser vivo que se nombra, p. ej. en Cistus albidus, el término albidus (en latín, blanco), hace referencia al color blanquecino de las hojas de esa planta, en Lavandula officinalis, el término officinalis (en latín, usado en la officina o botica) recuerda que la planta tiene propiedades medicinales.
Generalmente, al lado del nombre binominal consta el apellido del autor (abreviado en botánica) que primero publicó oficialmente ese nombre. Si la especie en cuestión actualmente pertenece a un género diferente del original descrito, se hace constar el nombre del autor original entre paréntesis anexado al nombre actual de la especie. A veces también se adjunta la fecha en la que se realizó la descripción de la especie. Por ejemplo: Passer domesticus (Linnaeus, 1758) originalmente descrito como miembro del género Fringilla.
El nombre del género (nombre genérico) siempre debe tener la inicial mayúscula, mientras que el epíteto específico no la lleva nunca. En el pasado y hasta principios del siglo XX, se consideró apropiado que el epíteto se iniciara con mayúscula cuando deriva de un nombre propio (p. ej., Rhinoderma Darwinii), y así puede encontrarse en textos antiguos, como los textos de Linneo. A veces, en literatura no científica basada en fuentes antiguas puede encontrarse este recurso, sin embargo, no es lo correcto en correspondencia con la convención moderna. La norma incluye la obligación de resaltar el nombre, lo que en manuscritos y textos mecanografiados se hace subrayándolo (Homo sapiens), y en textos de imprenta o de ordenador se hace por medio de la cursiva (Homo sapiens), aunque —con menos frecuencia— también podría resaltarse en negrita (Homo sapiens).
El nombre científico de una especie generalmente debe escribirse completo cuando se lo usa por primera vez en un texto. Pero en las referencias posteriores a especies del mismo género, el nombre del género puede abreviarse utilizando la inicial en mayúscula seguida de un punto. Esto es posible si coincide con el último género citado explícitamente (con la misma inicial y dentro de la misma página). Por ejemplo, para citar al escaramujo (una especie de rosal) al principio de un texto, escríbase "Rosa canina"; luego la escritura "R. canina" se sobreentiende que es la misma especie, pero si luego se escribe "R. eglanteria" debe entenderse que se trata de "Rosa eglanteria", otra especie. Debe evitarse la abreviatura si puede inducir a confusión entre nombres.
En unos pocos casos la abreviatura de un nombre específico es de uso común, como en el caso de la bacteria Escherichia coli, que suele abreviarse como E. coli (e incluso solo coli en la literatura médica y de otros grupos profesionales ajenos a la biología).
Cuando se usan nombres vulgares y científicos, generalmente estos últimos entre paréntesis acompañan a los vulgares. Por ejemplo, "La achicoria (Cichorium intybus) pertenece a la familia...".
Para hacer referencia a las especies pertenecientes a un género (y a veces a un taxón genérico particular), la fórmula binominal cambia a: nombre del género + spp., por ejemplo: Pinus spp. se lee como "las especies del género Pinus". Además, si se hace referencia a una especie concreta, pero cuyo epíteto específico es desconocido, o carece de importancia, se permite el uso de la partícula "sp."; por ejemplo, Pinus sp. se refiere a una especie concreta de pino.
El patovar de una bacteria se indica después de la abreviación 'pv.' mediante una adición ternaria o cuaternaria al nombre binominal de la especie. Por ejemplo, la bacteria causante del cancro cítrico Xanthomonas axonopodis, tiene varios patovares con diferentes rangos de hospedantes, entre los que se encuentra X. axonopodis pv. citri.
Al tratarse de nombres propios, y aunque se trata de un error muy común, no deben estar acompañados por ningún artículo. Siendo correcto decir "las características de Panthera tigris son...", pero no es correcto, por ejemplo, decir "las características de la Panthera tigris son...".